# Flecha Valona de 2017
A 81.ª edição da clássica ciclista Flecha Valona celebrou-se na Bélgica a 19 de abril de 2017 sobre um percurso de 200,5 km.
A corrida, além de ser a segunda clássica das Ardenas, fez parte do UCI World Tour de 2017, sendo a décima-sétima competição do calendário de máxima categoria mundial.
A corrida foi ganhada pela quinta vez pelo corredor espanhol Alejandro Valverde da equipa Movistar, em segundo lugar Daniel Martin (Quick-Step Floors) e em terceiro lugar Dylan Teuns (BMC Racing).

## Percurso
O percurso teve mudanças relevantes nas cotas em relação à edição anterior, iniciando na Valônia do município de Binche na Bélgica, seguindo um percurso com 9 cotas e finalizando no tradicional Muro de Huy.
| 1 | Côte d'Amay                 | 1200 | 7,5 % | 131,5 |
| 2 | Côte de Villers-le-Bouillet | 1200 | 7,5 % | 138   |
| 3 | Muro de Huy (1ª passo)      | 1300 | 9,6 % | 146,5 |
| 4 | Côte d'Ereffe               | 2100 | 5 %   | 159   |
| 5 | Côte de Cherave             | 1300 | 8,1 % | 169,5 |
| 6 | Muro de Huy (2ª passo)      | 1300 | 9,6 % | 175,5 |
| 7 | Côte d'Ereffe               | 2100 | 5 %   | 188   |
| 8 | Côte de Cherave             | 1300 | 8,1 % | 199   |
| 9 | Muro de Huy (3ª passo)      | 1300 | 9,6 % | 204,5 |

## Equipas participantes
Tomaram parte na corrida 25 equipas: 18 de categoria UCI World Tour de 2017 convidados pela organização; 7 de categoria Profissional Continental. Formando assim um pelotão de 200 ciclistas dos que acabaram 166. As equipas participantes foram:
| Equipes WorldTeam (18)- AG2R La Mondiale - Astana - Bahrain-Merida - BMC Racing Team - Bora-Hansgrohe - Cannondale-Drapac - Dimension Data - FDJ - Katusha-Alpecin - Lotto NL-Jumbo - Lotto-Soudal - Movistar Team - Orica-Scott - Quick-Step Floors - Sky - Team Sunweb - Trek-Segafredo - UAE Team Emirates Equipes profissionais Continentais (7)- Aqua Blue Sport - Cofidis, Solutions Crédits - Direct Énergie - Fortuneo-Vital Concept - Sport Vlaanderen-Baloise - WB-Veranclassic-Aqua Protect - Wanty-Groupe Gobert |
| |

## Classificações finais
- As classificações finalizaram da seguinte forma:[6]

### Classificação geral
| \| Classificação geral \| Classificação geral \| Classificação geral \| Classificação geral \| Classificação geral \| \| Ciclista \| Ciclista \| Equipe \| Tempo \| \| \| ------------------- \| ------------------- \| ------------------- \| ------------------- \| ------------------- \| \| 1. \| Alejandro Valverde \| Movistar Team \| 5h15m37s \| \| \| 2. \| Daniel Martin \| Quick-Step Floors \| + 1s \| \| \| 3. \| Dylan Teuns \| BMC Racing Team \| + 1s \| \| \| 4. \| Sergio Henao \| Team Sky \| + 1s \| \| \| 5. \| Michael Albasini \| Orica-Scott \| + 1s \| \| \| 6. \| Warren Barguil \| Team Sunweb \| + 1s \| \| \| 7. \| Michał Kwiatkowski \| Team Sky \| + 1s \| \| \| 8. \| Rudy Molard \| FDJ \| + 1s \| \| \| 9. \| David Gaudu \| FDJ \| + 1s \| \| \| 10. \| Diego Ulissi \| UAE Team Emirates \| + 1s \| \| |                    |                   |          |
| |                    |                   |          |
| Fonte: ProCyclingStats |                    |                   |          |
| Classificação geral |                    |                   |          |
| Ciclista | Ciclista           | Equipe            | Tempo    |
| 1. | Alejandro Valverde | Movistar Team     | 5h15m37s |
| 2. | Daniel Martin      | Quick-Step Floors | + 1s     |
| 3. | Dylan Teuns        | BMC Racing Team   | + 1s     |
| 4. | Sergio Henao       | Team Sky          | + 1s     |
| 5. | Michael Albasini   | Orica-Scott       | + 1s     |
| 6. | Warren Barguil     | Team Sunweb       | + 1s     |
| 7. | Michał Kwiatkowski | Team Sky          | + 1s     |
| 8. | Rudy Molard        | FDJ               | + 1s     |
| 9. | David Gaudu        | FDJ               | + 1s     |
| 10. | Diego Ulissi       | UAE Team Emirates | + 1s     |

## UCI World Ranking
A Flecha Valona outorgou pontos para o UCI World Tour de 2017 e o UCI World Ranking, este último para corredores das equipas nas categorias UCI ProTeam, Profissional Continental e Equipas Continentais. A seguinte tabela são o baremo de pontuação e os corredores que obtiveram pontos:
| Posição   | 1º  | 2º  | 3º  | 4º  | 5º  | 6º  | 7º  | 8º  | 9º | 10º |
| Pontuação | 400 | 320 | 260 | 220 | 180 | 140 | 120 | 100 | 80 | 68  |

| 1.º  | Alejandro Valverde | Movistar          | 400 |
| 2.º  | Daniel Martin      | Quick-Step Floors | 320 |
| 3.º  | Dylan Teuns        | BMC Racing        | 260 |
| 4.º  | Sergio Luis Henao  | Sky               | 220 |
| 5.º  | Michael Albasini   | Orica-Scott       | 180 |
| 6.º  | Warren Barguil     | Sunweb            | 140 |
| 7.º  | Michał Kwiatkowski | Sky               | 120 |
| 8.º  | Rudy Molard        | FDJ               | 100 |
| 9.º  | David Gaudu        | FDJ               | 80  |
| 10.º | Diego Ulissi       | UAE Emirates      | 68  |